# Sikosaari (ö i Kivijärvi, Tyytiänselkä)
Sikosaari är en ö i Finland. Den ligger i sjön Kivijärvi och i kommunerna Kivijärvi och Kinnula och landskapet Mellersta Finland, i den centrala delen av landet, 300 km norr om huvudstaden Helsingfors. Öns area är 25,8 hektar och dess största längd är 1 kilometer i nord-sydlig riktning.  Sikosaari är naturskyddsområde.